# Antonio Cicchetti
Antonio Cicchetti (ur. 28 marca 1952 w Rieti) – włoski polityk, burmistrz Rieti od 2017 roku, członek Forza Italia.

## Biografia
Był lokalnym przywódcą Front Młodzieżowego, a następnie Włoskiego Ruchu Społecznego. W 1975 został radnym miasta Rieti i do 1994 należał do opozycji. W 1994 został wybrany na burmistrza Rieti, a w 1998 ponownie wybrany na to stanowisko. Funkcję burmistrza zakończył w 2002 roku. W 2005 został wybrany na radnego w radzie regionu Lacjum. Od kwietnia do czerwca 2010 roku Cicchetti pełnił funkcję rzeczoznawcy ds. kultury w samorządzie regionalnym Renaty Polverini, jednak został usunięty z urzędu. W przedterminowych wyborach, które odbyły się w lutym 2013, po rezygnacji Polveriniego, Cicchetti ponownie kandydował na radnego w partii PDL. Uzyskał 5 tysięcy głosów, ale nie wystarczyły one na reelekcję. W 2017 roku Cicchetti kandydował na stanowisko burmistrza Rieti i został wybrany po raz trzeci.
Jest żonaty i ma dzieci.